# Kościół św. Józefa w Ławach
Kościół św. Józefa w Ławach – katolicki kościół filialny zlokalizowany we wsi Ławy w gminie Myślibórz, w powiecie myśliborskim (województwo zachodniopomorskie). Należy do parafii Matki Bożej Królowej Polski w Nowogródku Pomorskim.

## Historia i architektura
Położony w centrum wsi kościół został wzniesiony w XIX wieku, w miejscu wcześniejszej świątyni z 1648 roku, zniszczonej w XVIII wieku. Został rozplanowany na rzucie prostokąta, z pięciobocznie zamkniętą absydą oraz czworoboczną, trzykondygnacyjną wieżą od strony zachodniej, nakrytą hełmem zwieńczonym kulą z krzyżem. Murowany jest kamieni narzutowych oraz z cegły, którą wykorzystano do konstrukcji narożników, obramowań i ościeży okien, kruchty, gzymsu wieńczącego, szczytów nawy i 2 wyższych kondygnacji wieży. Szczyty ozdobione są blendami i zwieńczone sterczynami. Okna umieszczone są w uskokowych, zamkniętych ostrymi łukami otworach.
Wnętrze kościoła nakrywa drewniany, podwyższony strop. Nad prezbiterium znajduje się sklepienie żebrowe. W tylnej części nawy umieszczona jest empora. Zachowały się XIX-wieczne ławki, żyrandol i witraże w oknach.
Po II wojnie światowej kościół został konsekrowany jako świątynia katolicka w dniu 5 maja 1947 roku przez ks. Andrzeja Purola SDB.